# Oasis (Nevada)
Oasis – jednostka osadnicza w Stanach Zjednoczonych, w stanie Nevada, w hrabstwie Elko.